# Famille Filleul
La famille Filleul est une importante famille rouennaise des XIIIe siècle et XIVe siècle.

## Historique
La famille Filleul accède pour la première fois à la mairie de Rouen en 1235.
Jacques Filleul, seigneur de Freneuse, fait ses preuves de noblesse à Rouen en 1463. La famille est maintenue en noblesse le 22 janvier 1667.

## Membres notables
- Enguerrand Filleul, premier membre de la famille à accéder à la mairie de Rouen en 1235.
- Durand Filleul, maire de Rouen en 1268. Il sera inhumé avec sa femme et son fils Vincent († 1307) à la Trinité-du-Mont.
- Jean Filleul, maire de Rouen en 1289.
- Raoul Filleul, maire de Rouen en 1309. Il sera également inhumé à la Trinité. Il laisse 1 000 livres tournois à sa famille et fait don de 822 livres tournois « pour le repos de son âme ».
- Jean Filleul († 1346), maire de Rouen en 1332 et 1341. Sa fille épousera un membre de la famille du Châtel.
- Amaury Filleul, seigneur de Freneuse et maire de Rouen en 1353. Il est envoyé comme otage avec l'ancien maire de Rouen Jean Mustel en Angleterre en échange du roi de France Jean II le Bon et meurt en captivité. Sa fille Alisson épouse Robert de Croismare, seigneur de Limésy.
- Jacques Filleul, maire de Rouen en 1364.
- Jean-Laurent Le Cerf de la Viéville de Freneuse (1674-1707). Garde des sceaux du Parlement de Rouen. Sa réputation de poète et de théoricien repose aujourd'hui sur sa célèbre Comparaison de la musique italienne et de la musique française (Bruxelles, 1704-1706 ; rééd. 1972), rééditée dans l'Histoire de la musique et de ses effets de Pierre Bonnet-Bourdelot (Amsterdam, 1721-1726). Ses critiques, pertinentes, sont souvent injustement sévères envers la musique italienne. Le Cerf est un ardent défenseur de la musique française et, en particulier, de l'opéra lullyste. Son étude constitue une mine de renseignements pour une interprétation plus « authentique » de la musique du XVIIe siècle et souligne l'importance souveraine du texte poétique dans la musique vocale.

## Armes de la famille
Les anciennes armes de la famille porte sont : « d'argent à une bande de gueules chargée de 3 coquilles d'or ». 
Elles deviennent par la suite « d'or à l'arbre de sinople ».